# Zadjal
Zadjal ou zajal (en arabe : زجل) est le nom arabe donné, en Al-Andalus, à une forme poétique similaire au Muwashshah (en arabe : موشحة), utilisant exclusivement l'arabe dialectal.

## Présentation
Le zadjal s'adapte bien à la musique. Il a atteint son apogée avec Ibn Quzman, poète andalou, de Cordoue, qui s'en est servi pour ses panégyriques, mais également pour chanter la nature, le vin et surtout l'amour. Il fut également à l'honneur chez les soufis.
Il en existe trois formes:
- Le zadjal poétique : préservé notamment à Constantine ;
- Le zadjal de forme musicale chantée ;
- Le zadjal espagnol moderne: comme celui du poète andalou Rafael Alberti[2] et celui du poète majorquin Llorenç Vidal[3], fondateur du DENIP.